# 타르벨라댐
타르벨라 댐(파슈토어: د توربېلې بند, 언어 오류(hnd): تربیلا بند)은 파키스탄의 카이베르파크툰크와주에 있는 인더스강을 따라 건설된 흙댐이다. 주로 하리푸르 테실에 위치한다. 이슬라마바드에서 북서쪽으로 105 km (65 mi), 페샤와르에서 동쪽으로 125 km (80 mi) 떨어진 토피 마을 근처에 있다. 이 댐은 세계 최대의 흙댐이다. 이 댐은 강바닥 위로 143 미터 (470 ft) 높이 솟아 있으며, 저수지인 타르벨라 호는 약 250 제곱킬로미터 (97 mi2)의 표면적을 가지고 있다.
타르벨라 댐은 인더스강이 히말라야산맥 기슭에서 나와 포토하르 고원으로 들어서는 지점에 위치하며, 관개, 홍수 방지, 그리고 수력 발전을 위해 몬순 기간 동안 물을 저장하고 겨울 저유량 기간 동안 저장된 물을 방류한다. 사용 가능한 연평균 유량은 1010억 세제곱미터(3221 m3/sec)이다. 이 댐은 119억 세제곱미터의 저장 용량을 가지고 있다. 댐은 1976년에 완공되었다. 4,888MW의 타르벨라 수력 발전소의 설치 용량은 아시아 인프라 투자 은행과 세계은행의 자금 지원을 받는 계획된 5차 확장 공사가 완료되면 6,418MW로 증가할 것이다. 그러면 발전 용량 기준으로 세계에서 12번째로 큰 수력 댐이 될 것이다.

## 프로젝트 설명
이 댐은 파키스탄 카이베르파크툰크와주의 하자라 관구 하리푸르구에 있는 타르벨라 마을의 이름을 따서 명명된 인더스강 계곡의 좁은 지점에 위치한다.

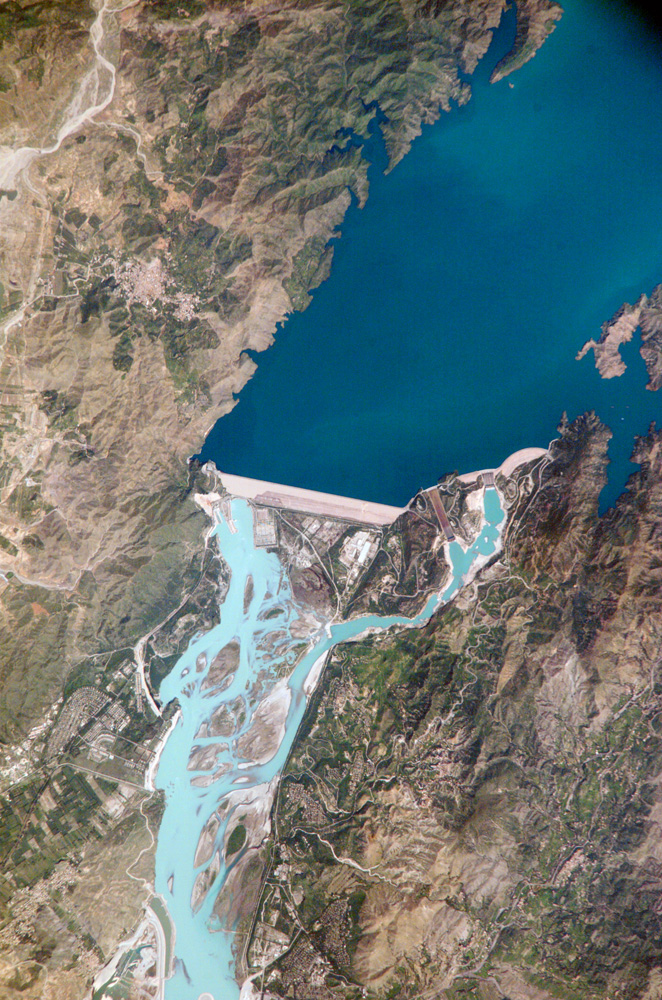
타르벨라 호는 댐 뒤편의 저수지로 형성되었다

흙과 암석으로 채워진 주 댐 벽은 섬에서 강 오른쪽으로 2,743 미터 (8,999 ft) 뻗어 있으며, 높이는 148 미터 (486 ft)이다. 한 쌍의 콘크리트 보조 댐은 섬에서 강 왼쪽으로 강을 가로지른다. 댐의 두 물넘이는 주 댐보다는 보조 댐 근처에 있다. 주 서비스 물넘이의 방류량은 18,406 cubic metres per second (650,000 cu ft/s)이고 보조 물넘이의 방류량은 24,070 cubic metres per second (850,000 cu ft/s)이다. 매년 타르벨라에서 방류되는 물의 70% 이상이 수력 발전에 사용되지 않고 물넘이를 통해 흐른다.
다섯 개의 큰 터널이 배출 설비의 일부로 건설되었다. 현재 수력 발전은 터널 1에서 4의 물터빈에서 생산되고, 터널 5는 관개에 사용된다. 이 터널은 타르벨라의 발전 용량을 늘리기 위해 수력 발전용으로 전환될 예정이다. 처음 네 개의 터널은 댐이 건설되는 동안 강을 전환하는 데 사용되었다.
주 댐 오른쪽에 있는 수력 발전소에는 터널 1, 2, 3에서 물을 공급받는 17개의 발전기가 있다. 터널 1에는 4개의 175MW 발전기가, 터널 2에는 6개의 175MW 발전기가, 터널 3에는 4개의 432MW 발전기가, 터널 4에는 3개의 470MW 발전기가 있어 총 발전 용량은 4,888MW이다.
타르벨라 저수지는 길이가 80.5 킬로미터 (50.0 mi)이고 표면적은 250 제곱킬로미터 (97 mi2)이다. 저수지는 처음에 11,600,000 에이커피트 (14.3 km3)의 물을 저장했으며, 실제 저장 용량은 9,700,000 에이커피트 (12.0 km3)이었다. 그러나 이 수치는 운영 후 35년 동안 퇴적으로 인해 6,800,000 에이커피트 (8.4 km3)으로 줄어들었다. 저수지의 최대 수위는 해발 1,550 ft (470 m)이고 최소 운영 수위는 해발 1,392 ft (424 m)이다. 타르벨라 댐 상류의 유역은 168,000 제곱킬로미터 (65,000 mi2)에 걸쳐 넓게 펼쳐져 있으며, 주로 히말라야산맥 남쪽 경사면의 눈과 빙하 녹은 물이 보충된다. 타르벨라 댐 상류에는 두 개의 주요 인더스강 지류가 있다. 이들은 스카르두 근처에서 합류하는 시요크강과 타르벨라 근처의 시란강이다.

## 배경
타르벨라 댐은 1960년 인도와 파키스탄 사이에 체결된 인더스강 조약 이후 인더스강 유역 프로젝트의 일환으로 건설되었다. 목적은 조약 조건에 따라 인도에만 사용하도록 지정된 동쪽 강(라비강, 수틀레지강, 비아스강)의 물 공급 손실을 보상하기 위함이었다. 1970년대 중반까지는 세 차례의 수력 전기 프로젝트 확장을 통해 발전 용량이 추가되었으며, 이들은 1992년에 완료되어 총 3,478MW의 발전 용량을 갖추게 되었다.

## 건설

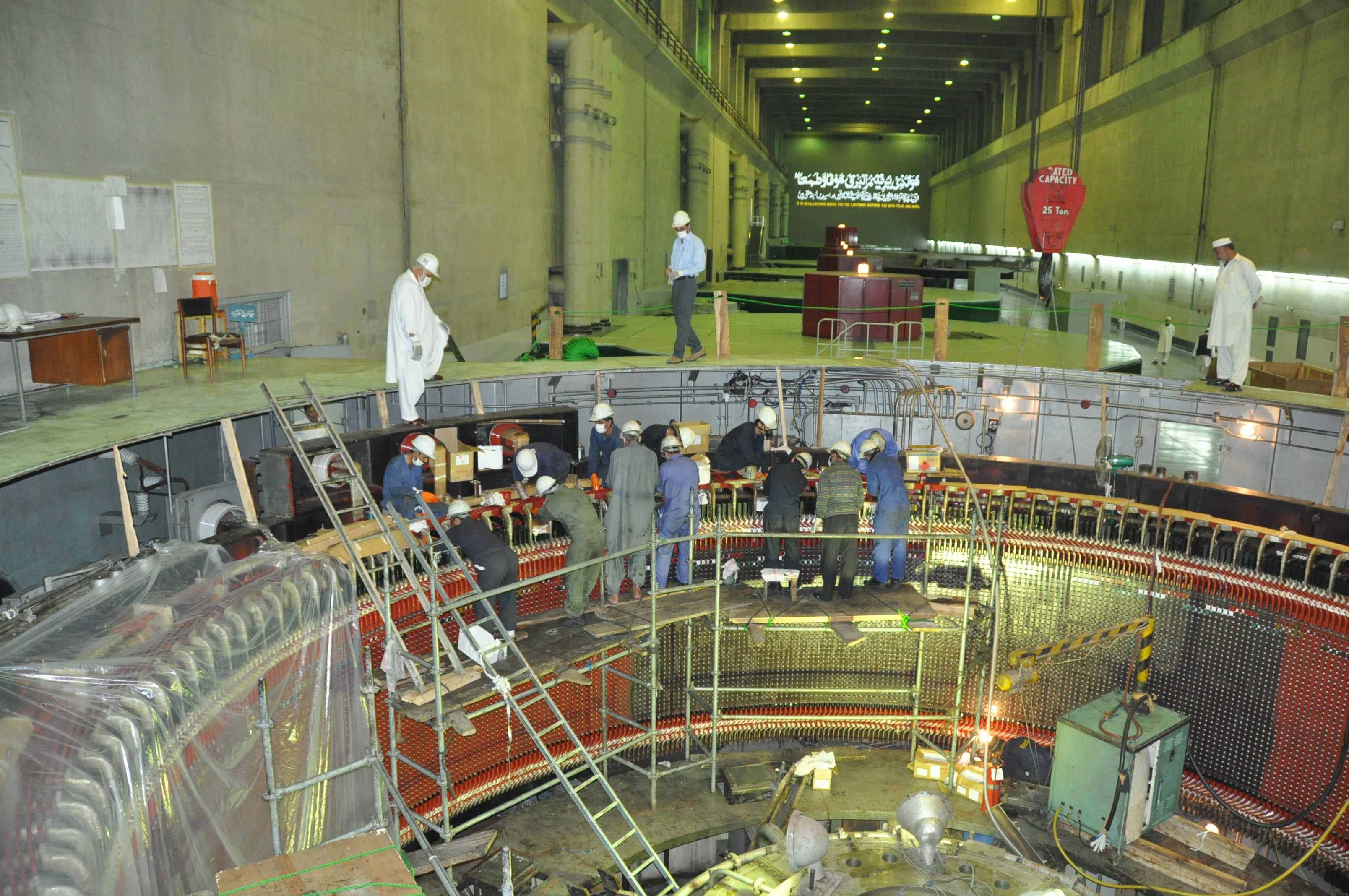
타르벨라 댐 내부 발전기

타르벨라 댐 건설은 강의 전환 요구 사항을 충족하기 위해 세 단계로 수행되었다. 건설은 이탈리아 기업 살리니 임프레질로가 맡았다.

### 1단계
첫 번째 단계에서는 인더스강이 자연 수로를 따라 흐르도록 허용하면서 오른쪽 강둑에서 1,500 피트 (460 미터) 길이와 694.8 피트 (211.8 미터) 너비의 전환 수로가 굴착되었고, 105 피트 (32 미터) 높이의 버팀목 댐도 건설되었다. 1단계 건설은 약 2년 반 동안 지속되었다.

### 2단계
주 제방 댐과 상류 담요는 건설의 2단계로 인더스강의 주 계곡을 가로질러 건설되었다. 이 기간 동안 인더스강의 물은 전환 수로를 통해 계속 전환되었다. 2단계 건설 작업이 끝날 무렵, 전환 목적으로 터널이 건설되었다. 2단계 건설은 완료하는 데 3년이 걸렸다.

### 3단계
3단계 건설에서는 전환 수로의 폐쇄 및 해당 부분의 댐 건설 작업이 수행되었으며, 강은 전환 터널을 통해 흐르도록 만들어졌다. 상류 담요의 나머지 부분과 높은 수준의 주 댐도 3단계 작업의 일환으로 완료되었으며, 1976년에 마무리되었다.

## 타르벨라 댐으로 인한 이재민 재정착
약 260 제곱킬로미터의 면적과 약 82,000 에이커 (33,000 ha)의 토지가 건설을 위해 확보되었다. 댐의 거대한 저수지는 135개 마을을 수몰시켰고, 이로 인해 약 96,000명의 인구가 이재민이 되었다. 이들 중 다수는 타르벨라 저수지 주변의 읍이나 인접한 높은 계곡으로 재배치되었다.
1984년 토지 수용법에 따라 취득된 토지와 건물에 대해 피해자들에게 4억 6,965만 루피의 현금 보상이 지급되었다. 국가 정책이 부재한 상황에서 타르벨라 댐으로 인해 이재민이 된 사람들의 재정착 문제는 임시방편으로 해결되었다. 2011년까지도 많은 사람들이 세계은행과의 계약상 의무에 따라 파키스탄 정부로부터 손실에 대한 보상으로 재정착되거나 토지를 받지 못했다.

## 수명
인더스강의 수원지가 히말라야산맥의 빙하 녹은 물이기 때문에, 강은 연간 2억 톤의 부유 퇴적물 부하와 함께 엄청난 양의 퇴적물을 운반한다. 타르벨라 저수지의 유효 저장 용량은 지난 38년 동안의 퇴적으로 인해 원래 용량인 967만 9천 에이커-피트(MAF) 대비 33.5% 이상 감소하여 643만 4천 에이커-피트(MAF)가 되었다. 댐과 저수지의 유효 수명은 약 50년으로 추정되었다. 그러나 퇴적이 예상보다 훨씬 적었으며, 현재 댐의 유효 수명은 85년으로, 약 2060년까지로 추정된다.
파키스탄은 타르벨라 상류에 디아메르-바샤 댐을 포함한 여러 대형 댐을 건설할 계획이다. 디아메르-바샤 댐이 완공되면 타르벨라로 유입되는 퇴적량은 69% 감소할 것이다.

## 프로젝트 이점
관개용수 공급이라는 댐의 주요 목적을 달성하는 것 외에도, 타르벨라 발전소는 가동 이후 3,411억 3,900만 kWh의 수력 에너지를 생산했다. 1998-99년에는 연간 164억 6,300만 kWh라는 기록적인 발전량을 기록했다. 2007-08년 연간 발전량은 149억 5,900만 kWh였으며, 이 발전소는 해당 연도 동안 3,702 MW의 피크 부하를 분담했는데, 이는 전체 WAPDA 시스템 피크의 23.057%에 해당한다.

## 타르벨라-IV 확장 프로젝트
타르벨라 댐 4차 확장 공사는 2012년 6월에 계획되었고, 프로젝트를 위한 PC-1이 개발되었다. 리처드 올슨 미국 대사는 2013년 3월 파키스탄 방문 중 이 프로젝트 건설에 대한 지원을 제안했다. 2013년 9월, 파키스탄의 수력 개발청은 1,410 MW 타르벨라-IV 확장 프로젝트의 토목 공사를 수행하기 위해 중국 기업 시노하이드로 및 독일의 포이트 하이드로와 260억 5,300만 루피 규모의 계약을 체결했다. 건설은 2014년 2월에 시작되었으며, 2018년 2월에 완료되었다.
이 프로젝트는 타르벨라 댐의 4번 터널에 건설되었다. 각 용량이 470MW인 3개의 터빈-발전기 장치로 구성된다. 이 프로젝트는 국가 전력망에 연간 평균 38억 4천만 kWh를 공급할 것으로 예상되었다. 이는 여름철 높은 수요 기간 동안 전력 공급을 보충하는 데 도움이 될 것이다.
이 프로젝트의 연간 이점은 307억 루피로 추정되었다. 연간 기준으로 타르벨라를 통과하는 물의 70% 이상이 물넘이를 통해 방류되며, 나머지 30% 중 일부만이 수력 발전에 사용된다.
파키스탄 수력 개발청은 1,410MW 타르벨라 4차 확장 수력 발전 프로젝트의 세 번째이자 마지막 장치가 국가 전력망과 동기화되었다고 밝혔다. 이 확장으로 타르벨라 수력 발전소의 설치 용량은 4,888MW로 증가했다.

### 재정
프로젝트 비용은 처음에는 9억 2,800만 달러로 추정되었으나, 6억 5,100만 달러로 하향 조정되었다. 세계은행은 2013년 6월 이 프로젝트에 8억 4,000만 달러의 융자를 제공하기로 합의했다.
이 융자에는 두 가지 구성 요소가 있었다. 첫 번째는 국제 개발 협회의 4억 달러 융자였으며, 이는 낮은 이자율의 특혜 융자로 제공될 것이다. 두 번째 부분은 세계은행의 국제부흥개발은행에서 4억 4천만 달러였다. 파키스탄의 수력 개발청은 건설에 필요한 나머지 7천 4백만 달러를 제공할 예정이었으나, 프로젝트 비용이 2억 7천 7백만 달러 하향 조정되었다. 융자 이자 비용은 8천 3백 5십만 달러로 추정된다.
프로젝트 비용이 9억 2,800만 달러에서 6억 5,100만 달러로 하향 조정됨에 따라, 세계은행은 파키스탄 관계자들이 5,100만 달러의 추가 비용으로 프로젝트 완료를 8개월 앞당길 수 있도록 허용했다. 파키스탄 관계자들은 타르벨라-V 확장 프로젝트에 1억 2,600만 달러를 전환하는 것도 허용되었다.

## 타르벨라-V 확장 프로젝트
타르벨라 댐은 원래 5개의 터널로 건설되었는데, 처음 3개는 수력 발전에 전념하고 나머지 2개는 관개용으로 계획되었다. 4단계 확장 프로젝트는 두 개의 관개 터널 중 첫 번째를 사용하며, 5단계 확장은 두 번째 관개 터널을 사용할 것이다. 파키스탄의 수력 개발청은 2014년 8월 타르벨라-V 확장 프로젝트에 대한 관심 표명을 구했으며, 2015년 9월에 건설에 대한 최종 동의를 받았다.
터널 5의 수력 발전 프로젝트는 발전 시설과 송전 시설이라는 두 가지 주요 구성 요소를 가지고 있다. 프로젝트에 포함된 주요 작업은 터널 5의 수정과 연간 약 1,800GWh의 전력을 생산할 수 있는 새로운 발전소 및 보조 시설 건설, 송전을 위한 타르벨라에서 이슬라마바드 서부 변전소까지의 새로운 50km 길이의 500kV 이중 회로 송전선 건설, 그리고 새로운 500kV 이슬라마바드 서부 변전소 건설이다.
건설은 2021년 8월에 시작되었으며 완공까지 약 3.5년이 소요될 것으로 예상된다. 새로운 완공일은 2026년 12월이다. 이 프로젝트는 이전에 농업용으로 사용되던 타르벨라의 다섯 번째 터널에 각각 510MW 용량의 터빈 3개를 설치해야 한다. 완공 시 타르벨라 댐의 총 발전 용량은 6,418MW로 증가할 것이다.

### 재정
2015년 11월, 세계은행은 프로젝트 예상 비용 7억 9천 6백만 달러 중 최소 3억 2천 6백만 달러를 지원할 것이라고 밝혔다. 여기에는 4차 확장 프로젝트 비용이 하향 조정된 후, 그 프로젝트의 8억 4천만 달러 자금 중 전환된 1억 2천 6백만 달러가 포함된다. 2016년 9월, 세계은행은 타르벨라 댐 5차 확장 수력 발전 프로젝트에 대해 3억 9천만 달러의 추가 자금 지원을 승인했으며, 이는 기존 터널 5에 1,530MW를 추가하여 발전 용량을 확대하는 데 지원될 것이다.
이 프로젝트는 변동 금리 및 20년 만기(6년의 유예 기간 포함)로 국제부흥개발은행(IBRD)에서 자금을 조달할 것이다. 이는 아시아 인프라 투자 은행 (AIIB)이 3억 달러, 파키스탄 정부가 1억 3천 3백 5십만 달러를 제공하는 첫 번째 세계은행 지원 남아시아 공동 금융 프로젝트가 될 것이다. 프로젝트의 총 비용은 8억 2천 3백 5십만 달러이다.

## 같이 보기
- 파키스탄의 댐 및 저수지 목록
- 파키스탄의 댐 및 수문 목록
- 파키스탄의 발전소 목록
- 사트파라 댐
- 알라이 크와르 수력 발전 프로젝트
- 고말 잠 댐
- 카차라 댐

## 내용주
1. ↑  Tarbela Dam. WAPDA.
2. ↑  Asianics Agro-Dev. International (Pvt) Ltd. (2000). Tarbela Dam and related aspects of the Indus River Basin, Pakistan (PDF) (보고서). Cape Town: World Commission on Dams. 2010년 6월 13일에 원본 문서 (PDF)에서 보존된 문서. 2010년 10월 28일에 확인함.
3. ↑  Earth Sciences Web Team. “Tarbela Dam, Pakistan”. 《Earth Observatory》. National Aeronautics and Space Administration. 2010년 7월 15일에 원본 문서에서 보존된 문서. 2010년 10월 28일에 확인함.
4. ↑  “Tarbela Dam”. PakistanPaedia. 2006년 8월 7일. 2012년 1월 26일에 확인함.
5. ↑  Rodney White (2001년 1월 1일). 《Evacuation of Sediments from Reservoirs》. Thomas Telford Publishing. 163–169쪽. ISBN 978-0727729538. 2013년 8월 4일에 확인함.
6. ↑  “Detection of Sediment Trends Using Wavelet Transforms in the Upper Indus River”. 2024년 5월 13일에 확인함.
7. ↑  “Tarbela 5th extension project to generate electricity by 2025”. 2023년 5월 20일. 2023년 5월 31일에 확인함.
8. 1 2  “Project Appraisal Document On A Proposed Loan In The Amount Of US$400 Million And Report No: 60963-PK Proposed Credit In The Amount Of 283.7 Million SDRs (US$440 Million Equivalent) To The Islamic Republic Of Pakistan For The Tarbela Fourth Extension Hydropower Project (T4HP)” (PDF). World Bank. 2024년 5월 15일에 확인함. Pages 88 and 89
9. ↑  “History”. 2016년 8월 30일에 확인함.
10. ↑  “Tarbela Dam Project, Haripur District, Pakistan”. Water Technology. 2016년 3월 24일에 확인함.
11. 1 2  “Tarbela Dam”. WAPDA. 2016년 3월 23일에 확인함.
12. ↑  Terminski, Bogumil (2013). "Development-Induced Displacement and Resettlement: Theoretical Frameworks and Current Challenges", Indiana University
13. ↑  “Pakistan: Tarbela dam”. 2016년 8월 30일에 확인함.
14. ↑  “Settlement of Tarbela Dam affectees claims”. Pakistan & Gulf Economist. 2020년 7월 30일에 원본 문서에서 보존된 문서. 2011년 4월 12일에 확인함.
15. ↑  Roca, M. 《Tarbela Dam in Pakistan. Case study of reservoir sedimentation》 (PDF). 《River Flow 2012》. 1쪽. 2015년 11월 23일에 원본 문서 (PDF)에서 보존된 문서. 2016년 3월 24일에 확인함.
16. ↑  “Another $51m to expedite Tarbela project completion”. 2015년 3월 7일. 2016년 8월 30일에 확인함.
17. ↑  Lorrai, C and Pasche, N. 'Tarbela Dam-Case Study' Swiss Federal Institute of Technology Zurich: April 2007
18. ↑  Roca, M. 《Tarbela Dam in Pakistan. Case study of reservoir sedimentation》 (PDF). 《River Flow 2012》. 7쪽. 2015년 11월 23일에 원본 문서 (PDF)에서 보존된 문서. 2016년 3월 24일에 확인함.
19. ↑  “WAPDA - Power Generation”. 2012년 3월 7일에 원본 문서에서 보존된 문서. 2014년 3월 29일에 확인함.
20. ↑  “US to provide $25m for Tarbela dam extension”. 《The Dawn》 (미국 영어). 2013년 3월 6일.
21. ↑  “Rs26 billion Tarbela dam extension plan”. 《돈》. 2013년 9월 10일. 2013년 9월 10일에 확인함.
22. ↑  “Tackling energy crisis: Nawaz inaugurates Tarbela-IV project”. The Express Tribune. 2014년 2월 26일. 2016년 3월 23일에 확인함.
23. ↑  “Tarbela 4th extension project starts power production - The Express Tribune”. 《The Express Tribune》 (미국 영어). 2018년 2월 27일. 2018년 2월 27일에 확인함.
24. 1 2  “Wapda inks MoU for 1410MW Tarbela 4th Extension Project”. 《더 네이션》. 2013년 9월 10일. 2013년 9월 10일에 확인함.
25. ↑  “WAPDA announces 1,410-MW Tarbela 4th Extension Hydropower Project completed”. 2019년 1월 30일에 원본 문서에서 보존된 문서. 2018년 10월 19일에 확인함.
26. ↑  “Another $51m to expedite Tarbela project completion”. Dawn. 2015년 3월 7일. 2016년 3월 23일에 확인함. The original T4 project was estimated to cost $928m, but the project authorities had been able to conclude the project contract at $651m.
27. ↑  “World Bank to provide $840m for Tarbela extension”. 《파키스탄 투데이》. 2013년 6월 13일. 2013년 9월 10일에 확인함.
28. 1 2  World Bank (2012년 3월 20일). “Pakistan: Tarbela Fourth Extension Hydropower Project Specific Investment Loan Summary Of Discussion” (PDF). 2016년 3월 23일에 확인함. Executive Directors approved a Tarbela Fourth Extension Hydropower Project Loan and Credit for the Islamic Republic of Pakistan in the amount of US$440 million equivalent (IDA Credit) and US$400 million (IBRD loan) respectively on the payment terms and conditions set out in the President’s Memorandum (R2012-0036 [IDA/R2012- 0044]).
29. ↑  “What is IDA?”. World Bank. 2016년 3월 23일에 확인함. IDA lends money on concessional terms. This means that IDA credits have a zero or very low-interest charge and repayments are stretched over 25 to 38 years, including a 5- to 10-year grace period. IDA also provides grants to countries at risk of debt distress.
30. ↑  “Project Appraisal Document On A Proposed Loan In The Amount Of US$400 Million And Report No: 60963-PK Proposed Credit In The Amount Of 283.7 Million SDRs (US$440 Million Equivalent) To The Islamic Republic Of Pakistan For The Tarbela Fourth Extension Hydropower Project (T4HP)” (PDF). World Bank. 2016년 3월 23일에 확인함. The Project would be financed by an IBRD loan of US$400 million, an IDA Credit of US$440 million equivalent, and WAPDA financing of US$74.0 million
31. ↑  “Project Appraisal Document On A Proposed Loan In The Amount Of US$400 Million And Report No: 60963-PK Proposed Credit In The Amount Of 283.7 Million SDRs (US$440 Million Equivalent) To The Islamic Republic Of Pakistan For The Tarbela Fourth Extension Hydropower Project (T4HP)” (PDF). World Bank. 2016년 3월 23일에 확인함. ...and Interest During Construction (IDC) of US$83.5 million, assuming IBRD and IDA terms for the loan.
32. 1 2  “Another $51m to expedite Tarbela project completion”. Dawn. 2015년 3월 7일. 2016년 3월 23일에 확인함. Since the project cost was much lower than estimates finalized in consultation with the World Bank ($840m), the bank not only approved $51m acceleration programme but also agreed to divert about $150m, saving another 1,400MW for Tarbela 5th Extension project which is expected to be completed by June 2018.
33. 1 2 3 4  Harris, Michael (2015년 10월 2일). “Pakistan's 1,300-MW Tarbela 5th Extension hydropower project receives next-to-last approval”. Hydroworld. 2015년 10월 8일에 원본 문서에서 보존된 문서. 2016년 3월 23일에 확인함.
34. ↑  “Pakistan extends consultant call for 1,300-MW Tarbela Dam 5th Extension”. Hydroworld. 2014년 8월 19일. 2017년 8월 7일에 원본 문서에서 보존된 문서. 2016년 3월 23일에 확인함.
35. ↑  “PM breaks ground for US $ 807 million Tarbela 5th [[:틀:As written]] Hydropower project”. 2021년 8월 12일. 2023년 5월 30일에 확인함. URL과 위키 링크가 충돌함 (도움말)
36. ↑  “Tarbela 5th extension project to generate electricity by 2025”. 2023년 5월 20일. 2023년 5월 30일에 확인함.